# Jürgen Zartmann
Jürgen Zartmann (* 28. Januar 1941 in Darmstadt) ist ein deutscher Schauspieler, Synchronsprecher und Regisseur.

## Leben
Jürgen Zartmann wurde in Darmstadt geboren und wuchs in Leipzig auf. Nach dem Besuch der Polytechnischen Oberschule war er zunächst als Straßenbahnfahrer tätig. Nach dem Schauspielstudium an der Theaterhochschule Leipzig spielte Zartmann ab 1963 einige Jahre lang Theater am Landestheater in Halle, am Staatstheater in Schwerin sowie auch am Nationaltheater in Weimar.
Zartmann wurde Ende der 1960er-Jahre für das Fernsehen der DDR entdeckt und spielte dort seine erste große Hauptrolle, den Kommunisten Artur Becker in der gleichnamigen Verfilmung im Jahr 1971. Danach wechselte er zum Schauspielerensemble des Deutschen Fernsehfunks (DFF). Bekannt wurde er vor allem durch Fernsehfilme wie beispielsweise als Mädchenschwarm an der Seite von Angelika Waller in der Romanze Rotfuchs (1973) oder in der Rolle des Bootsmannes Reinhardt in der Serie Zur See (1977). Es folgten Rollen wie der adrette Prinz in Die zertanzten Schuhe oder die Fernsehserien Archiv des Todes (1980) und Front ohne Gnade (1984), wo er jeweils die Heldenfigur spielte und enorme Popularität genoss. Von 1981 bis 1991 gehörte er als Oberleutnant Manfred Bergmann zum Ermittlerteam in der Reihe Polizeiruf 110. Er wirkte auch in einigen DEFA-Spielfilmen mit, wie beispielsweise Nelken in Aspik. 1986 spielte er den Navigator/Bordfunker einer Iljuschin Il-62 der Interflug in der Serie Treffpunkt Flughafen.
Jürgen Zartmann war zeitweise auch als Synchronsprecher tätig und lieh dabei unter anderem Timothy Dalton oder Jon Voight seine Stimme.
Mit kleineren Nebenrollen startete er nach der Wende seine gesamtdeutsche Karriere. 1992 war er für einige Folgen als Regisseur bei der Serie Gute Zeiten, schlechte Zeiten aktiv. Im Jahr 1994 wurde ihm die Rolle des Christoph von Anstetten in der ARD-Vorabendserie Verbotene Liebe angeboten, die er dann von Januar 1995 (Folge 1) bis Dezember 2000 (Folge 1412) spielte. Ab 2008 war Zartmann mit seinem Soloprogramm Der Feuermann, wobei Holger Böhme die Regie führte, unterwegs. Insgesamt wirkte er als Schauspieler von 1967 bis 2012 in über 90 Film-und-Fernsehproduktionen mit.
Zartmann lebt seit 1985 in Stahnsdorf und ist in zweiter Ehe verheiratet. Er hat drei Kinder aus erster Ehe.

## Filmografie
- 1967: Harras, der Polizeihund (Fernsehserie, 2 Folgen)
- 1969: Drei von der K (Fernsehserie, 1 Folge)
- 1971: Artur Becker (TV-Mehrteiler)
- 1972: Das Geheimnis der Anden
- 1972: Die Bilder des Zeugen Schattmann (TV-Vierteiler)
- 1973: Stülpner-Legende
- 1973: Polizeiruf 110: Gesichter im Zwielicht (TV-Reihe)
- 1973: Rotfuchs
- 1973: Polizeiruf 110: Der Ring mit dem blauen Saphir
- 1974: Der Leutnant vom Schwanenkietz (TV-Dreiteiler)
- 1976: Nelken in Aspik
- 1977: Der rasende Roland
- 1977: Die zertanzten Schuhe
- 1977: Du und icke und Berlin
- 1977: Polizeiruf 110: Kollision
- 1977: Zur See (TV-Miniserie)
- 1977: Ernst Schneller (TV-Mehrteiler)
- 1978: Der Staatsanwalt hat das Wort: Waldidyll (TV-Reihe)
- 1978: Polizeiruf 110: Holzwege
- 1978: Ein Zimmer mit Ausblick
- 1978–1987: Schauspielereien (Fernsehreihe, 2 Folgen)
- 1979: Zugvogel am Sund
- 1980: Radiokiller
- 1980: Oben geblieben ist noch keiner
- 1980: Der Staatsanwalt hat das Wort: Ein sympathischer junger Mann
- 1980: Archiv des Todes (TV-Miniserie)
- 1980: Solo für Martina
- 1981: Polizeiruf 110: Der Teufel hat den Schnaps gemacht
- 1981: Polizeiruf 110: Alptraum
- 1981: Polizeiruf 110: Der Schweigsame
- 1981: Polizeiruf 110: Trüffeljagd
- 1981: Nora S.
- 1982: Soviel Wind und keine Segel
- 1982: Die Gerechten von Kummerow
- 1984: Front ohne Gnade (TV-Miniserie)
- 1985: Aussenseiter
- 1986: Treffpunkt Flughafen (TV-Miniserie)
- 1986: Rund um die Uhr (TV-Miniserie)
- 1986: Ernst Thälmann
- 1986: Weihnachtsgeschichten
- 1986: Johann Strauß – Der König ohne Krone
- 1987: Polizeiruf 110: Abschiedslied für Linda
- 1987: Der Schwur von Rabenhorst
- 1988: Polizeiruf 110: Still wie die Nacht
- 1988: Tiere machen Leute
- 1989: Die gläserne Fackel (TV-Miniserie)
- 1989: Die Beteiligten
- 1990: Polizeiruf 110: Falscher Jasmin
- 1990: Flugstaffel Meinecke (TV-Miniserie)
- 1990: Der Staatsanwalt hat das Wort: Hallo Partner
- 1991: Polizeiruf 110: Der Fall Preibisch
- 1991: Der Tangospieler
- 1992: Ein Heim für Tiere (Fernsehserie, 1 Folge)
- 1993: Freunde fürs Leben (Fernsehserie, 5 Folgen)
- 1993: Das Traumschiff – Folge Ägypten
- 1993: Zwei Münchner in Hamburg (Fernsehserie, 1 Folge)
- 1993–1995: Der Landarzt (Fernsehserie, 6 Folgen)
- 1994: Elbflorenz (Fernsehserie, 1 Folge)
- 1994: Hecht und Haie (Fernsehserie, 1 Folge)
- 1995–2000: Verbotene Liebe (Fernsehserie)
- 1995: Frauenarzt Dr. Markus Merthin (Fernsehserie, 1 Folge)
- 1995: Dr. Stefan Frank – Der Arzt, dem die Frauen vertrauen (Fernsehserie, 1 Folge)
- 1995: Zwei alte Hasen (Fernsehserie, 1 Folge)
- 1996: Im Namen des Gesetzes (Fernsehserie, 1 Folge)
- 1996: Ein starkes Team (Fernsehserie, 1 Folge)
- 1997–2000: Für alle Fälle Stefanie (Fernsehserie, 2 Folgen)
- 1997: Ein Mord für Quandt (Fernsehserie, 1 Folge)
- 1998: Balko (Fernsehserie, 1 Folge)
- 1998–2005: SOKO München (Fernsehserie, 2 Folgen)
- 1999: Ein Fall für Zwei (Fernsehserie, 1 Folge)
- 2001: Polizeiruf 110: Kurschatten (TV-Reihe)
- 2001: In aller Freundschaft (Fernsehserie, 1 Folge)
- 2002–2004: SOKO Leipzig (Fernsehserie, 2 Folgen)
- 2005: Alphateam – Die Lebensretter im OP (Fernsehserie, 1 Folge)
- 2007: Tierärztin Dr. Mertens (Fernsehserie, 1 Folge)
- 2008: Hallo Robbie! (Fernsehserie, 1 Folge)
- 2008: Familie Dr. Kleist (Fernsehserie, 1 Folge)
- 2008: Küstenwache  (Fernsehserie, 1 Folge)
- 2012: Unser Charly (Fernsehserie, 1 Folge)

## Hörspiele
- 1974: Albert Plau: Villa Klamé  (Cuno) – Regie: Joachim Gürtner (Hörspielreihe: Neumann, zweimal klingeln – Rundfunk der DDR)